# Merle de Somalie
Turdus ludoviciae
Espèce
Statut de conservation UICN

 VU B1ab(i,ii,iii,iv,v) : Vulnérable
Le Merle de Somalie (Turdus ludoviciae) est une espèce de passereaux de la famille des Turdidae.
Son épithète spécifique est dédié à Louisa Jane Forbes Lort Phillips née Gunnis (1856-1947), épouse du naturaliste britannique Ethelbert Lort Phillips.
Il peuple le nord des forêts claires xériques d'altitude de Somalie, notamment les genévriers d'Afrique.